# جوزف اوشایا
جوزف اوشایا (انگلیسی: Joseph Ochaya؛ زادهٔ ۱۴ دسامبر ۱۹۹۳) بازیکن فوتبال اهل اوگاندا است.
از باشگاه‌هایی که در آن بازی کرده‌است می‌توان به اشاره کرد.
وی همچنین در تیم ملی فوتبال اوگاندا بازی کرده‌است.